# Britavia
Britavia (British Aviation Services Limited) var ett flygbolag från Storbritannien baserat på Blackbushe Airport som fanns mellan 1945 och 1962. 

## Historia

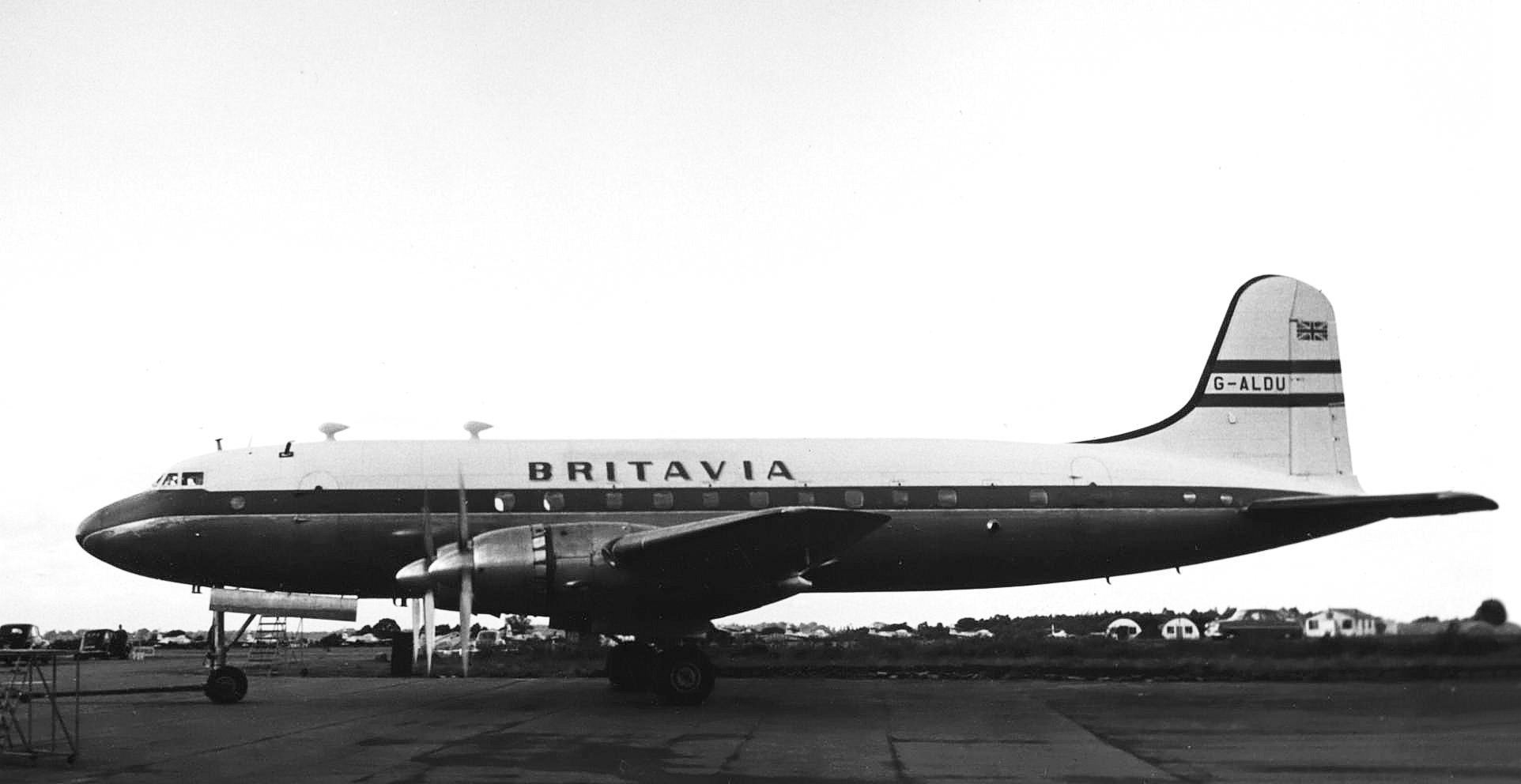
Britavia Handley Page Hermes IV, Blackbushe 1954

Bolaget grundades 1945 som British Aviation Services Limited och började flyga egna flygplan år 1947. Namnet ändrades till Britavia år 1949. 
Britavia skötte inrikesflygningar och internationella flygningar till olika destinationer i Europa, Afrika, Fjärran Östern och USA. 
Dessutom genomförde Britavia många så kallade trooping flights på uppdrag av Royal Air Force; när de upphörde år 1959 blev det ekonomiska läget betydligt sämre. Bolagets flygplan, fem Handley Page Hermes, integrerades i systerbolaget Silver City Airways' flotta i juni 1959. Britavia blev helt nedlagt i början av 1962.

## Flotta
Flygplan som Britavia använt:
- Airspeed Consul
- Beechcraft 18
- Douglas DC-3
- Handley Page Hermes
- Lockheed L-14 Super Electra
- Lockheed L-18 Lodestar

## Haverier
Britavia hade två flyghaverier med förlust av flygplanskropp:
- Den 5 augusti 1956 havererade Handley Page Hermes IVA G-ALDK under landningsförsök på fel flygplats (Drigh Road Air Force Station i stället för Karachi International Airport) i Karachi. Alla 72 ombord överlevde men flygplanet förstördes.[4]

- Den 5 november 1956 kolliderade en Handley Page Hermes IVA (G-ALDJ) med träd under inflygningen till Blackbushe. Av 80 personer ombord omkom 7.[5]

## Källhänvisningar